# Skrinja zaveze
Skrinja zaveze (hebrejsko אָרוֹן הָבְרִית, latinizirano: Ārōn Hāb’rīt; arabsko تابوت العهد, latinizirano: Tābūt Al-ʿahd) je največja relikvija stare zaveze Svetega pisma. Gre za zaboj, v katerem so Mojzes in njegovo ljudstvo shranili dve kamniti plošči z vklesanimi desetimi Božjimi zapovedmi, skupaj z Aronovo palico in mano. Gleda na peteroknižje je bila skrinja narejena po božji zahtevi, v skladu z Mojzesovo preroško vizijo, prejeto na gori Sinaj v Arabiji (Gal 4,25). Bog je rekel, da se bo tam shajal z Mojzesom in mu bo govoril iznad spravnega pokrova (2 Mz 25,22) med keruboma, ki sta na skrinji zaveze. Skrinja in njeno svetišče sta obravnavana kot 'Izraelova slava' (Žal 2,1).
Skrinjo so Judje prenašali s seboj do postavitve templja, ko je dobila svoje mesto v najsvetejšem prostoru templja. Dostop do nje in s tem neposreden stik z Bogom je imel le posvečeni veliki duhovnik, ki pa je moral ob tej priliki nositi posebno oblačilo in varovalni naprsnik. Po porušenju templja se je za skrinjo izgubila kakršnakoli sled. Zadnji zapis o skrinji zaveze v Svetem pismu najdemo v 2. Kroniški knjigi (2 Krn 35), ko kralj Jošija ukaže prenesti skrinjo v Salomonov tempelj. 35 let po tem dogodku so Babilonci odnesli tempeljske dragocenosti in na podrobnem seznamu (2 Kr 25,13-17) ni skrinje, kot je tudi ni na podrobnem seznamu vrnjenih tempeljskih predmetov (Ezr 1,7-11). Da bi skrinjo uničili, ni verjetno, saj je predstavljala 'Izraelovo slavo'. Povsem mogoče pa je, da so jo v času obleganja in razdejanja Jeruzalema ter templja preventivno skrili. 
Prostor, kjer je bila skrinja, so imenovali tudi Presveto ali Najsvetejše in je bil v shodnem šotoru, kasneje v templju, za zagrinjalom. V Stari zavezi je bila kri tista, ki je zadostila za storjene grehe in s katero so poškropili spravni pokrov skrinje zaveze (3 Mz 16,15). Danielov zapis Dan 9,24 v Stari zavezi govori o preroku Jezusu, ki bo 'zadostil za krivdo in vpeljal večno pravičnost' ter 'da se mazili Presveto'. Za dosego večne pravičnosti in zadoščenja za krivdo bi morala Jezusova kri maziliti Skrinjo zaveze, vendar Sveto pismo ob času Jezusovega križanja skrinje zaveze ne omenja.

## Izrazi
Hebrejska beseda aron se v Svetem pismu uporablja za kateri koli tip skrinje (1 Mz 50,26); (2 Kr 12,9-10).
Skrinja zaveze pa se od vseh drugih razlikuje po teh imenih:
- Sveta skrinja, 2 Krn 35,3
- Božja skrinja, 1 Sam 3,3
- Skrinja Božje moči, 2 Krn 6,41
- Skrinja zaveze Joz 3,6; Heb 9,4
- Skrinja zaveze Gospodarja vse dežele, Joz 3,11
- Skrinja pričevanja 2 Mz 25,22

## Opis skrinje glede na Sveto pismo
Glede na 2. Mojzesovo knjigo je Bog na gori Sinaj naročil Mojzesu, naj naredi skrinjo iz akacijevega lesa, kjer bosta shranjeni kamniti plošči.
Narejena je bila iz akacijevega lesa (2 Mz 25,10-22). Dolga je bila dva komolca in pol, visoka in široka pa komolec in pol. En egipčanski komolec je 0.5236 m, (2+1⁄2×1+1⁄2×1+1⁄2 cu ali 1,31×0,79×0,79 m). Skrinja je bila zunaj in znotraj prevlečena z zlatom. Na robovih so bili štirje uliti zlati obroči, skozi katere sta bila za prenašanje skrinje potegnjena dva akacijeva droga, prevlečena z zlatom in katera naj se ne bi odstranjevala. Na zlatem pokrovu pa sta bila dva zlata angela, obrnjena drug proti drugemu. Skrinja je bila postavljena za zagrinjalo (2 Mz 26,31-35).